# Смурыгин, Митрофан Андреевич
Митрофан Андреевич Смуры́гин (1919—1992) — учёный в области кормопроизводства, член-корреспондент ВАСХНИЛ (1982).

## Биография
Родился 18 августа 1919 года в селе Иловка (ныне — Алексеевский район Белгородской области).
Окончил школу, Будённовский сельскохозяйственный техникум (1935—1939), работал участковым агрономом в Острогожске.
В 1939—1941 годах — курсант, в 1941—1943 годах — командир взвода курсантов Киевского высшего танкотехнического училища.
Участник Великой Отечественной войны (Брянский, Карельский и 2-й Белорусский фронты). Член ВКП(б) с 1943 года.
Окончил МСХА имени К. А. Тимирязева (1951).

## Служебная карьера
- 1951—1955 — практикант селекционно-генетической станции, аспирант МСХА.
- 1955—1956 — директор Александровской государственной селекционной станции.
- 1956—1960 — директор Владимирской государственной с.-х. опытной станции.
- 1960—1961 — директор учхоза «Щапово» МСХА.
- 1961—1965 — заместитель председателя Владимирского облисполкома, зав. сельхозотделом обкома КПСС, первый заместитель председателя облисполкома, 2-й секретарь Владимирского обкома КПСС.
- 1965—1967 — зам. начальника Главного управления кормов, лугов и пастбищ МСХ СССР,
- и. о. директора (1967—1968), директор (1968—1986), заведующий лабораторией, старший научный сотрудник-консультант лаборатории устойчивости клевера и люцерны к условиям внешней среды ВНИИ кормов им. В. Р. Вильямса (1986—1989).

Кандидат сельскохозяйственных наук (1970), член-корреспондент ВАСХНИЛ (1982).
Автор научных работ по вопросам биологии, селекции и семеноводства клевера и люцерны, интенсификации кормопроизводства за счёт рационального использования минеральных удобрений; по проблемам совершенствования технологии приготовления кормов, механизации кормопроизводства, увеличения производства растительного белка.
Получил 4 авторских свидетельства на изобретения.

## Избранные труды
- Справочник по кормопроизводству / Соавт. В. Г. Игловиков. — 2-е изд., перераб. и доп. — М.: Агропромиздат, 1985. — 431 с.
- Прогрессивные технологии приготовления сена / Соавт.: В. Р. Лесницкий, А. И. Сердечный. — М.: Агропромиздат, 1986. — 142 с.

## Награды
- заслуженный агроном РСФСР (1979).
- два ордена Трудового Красного Знамени (1971, 1975)
- орден Дружбы народов (1986)
- орден «Знак Почёта» (1966)
- орден Красного Знамени (21.4.1945)
- орден Отечественной войны II степени (18.9.1944)
- орден Отечественной войны I степени (6.4.1985)
- орден Красной Звезды (1.11.1943)
- восемь медалей
- две Золотые медали ВДНХ
- три Серебряные медали ВДНХ
- установлена памятная мемориальная доска на здании ВНИИ кормов им. Вильямса 06.06.2017